# ハヤヤッコ
ハヤヤッコ（欧字名:Hayayakko、2016年2月10日 - ）は、日本の競走馬。主な勝ち鞍は2024年のアルゼンチン共和国杯、2019年のレパードステークス、2022年の函館記念。
馬名の意味は、「速くて白い」。白毛馬として初めて中央競馬 (JRA) の重賞競走に優勝、また白毛馬として初めて有馬記念に出走した馬でもある。

## 出自
2016年2月10日、北海道安平町のノーザンファームで誕生。突然変異で白毛として生まれた祖母シラユキヒメから広がる白毛一族の一頭である。
母マシュマロは白毛馬として史上初となる新馬勝ちを達成した競走馬。伯父ホワイトベッセルは白毛馬として史上初のJRA競走勝ち馬。伯母ユキチャンは関東オークスで白毛馬として史上初となる重賞勝利を達成するなど地方交流重賞3勝を挙げた。
2022年のヴィクトリアマイルを勝った同じく白毛のソダシはいとこにあたる。
前述の4頭及び父キングカメハメハ・母父クロフネと同じく金子真人の所有馬となり、美浦・国枝栄厩舎に入厩した。

## 戦績
- 特記事項なき場合、本節の出典はJBISサーチによる[13]。

### 2歳（2018年）
2018年6月24日、東京競馬場での芝の新馬戦でデビューし、3着。白毛一族は主にダートで成績を残しているが、管理する国枝が可能性を探るため芝の新馬戦が選ばれた。2走目の新潟競馬場での未勝利戦で初勝利を挙げる。10月20日東京のアイビーステークスでクロノジェネシスの8着となったあと、初ダート戦となる11月17日もちの木賞でノーヴァレンダの4着に入った。

### 3歳（2019年）
2019年初戦、1月26日の500万下競走、3月3日の500万下競走を2戦連続で2着としたのち、3月23日の500万下競走で2勝目を挙げた。5月12日、青竜ステークスは8着に終わったものの、8月4日に行われたレパードステークスでは10番人気の評価を覆してデルマルーヴルを差し切り優勝、史上初となる白毛馬によるJRA重賞制覇を達成した。この勝利はイギリスの競馬新聞社レーシング・ポストも取り上げた。このレパードステークスは直前に急死したディープインパクトの追悼競走でもあり、馬主の金子にとっては自身の所有馬であったディープインパクトの追悼競走を自身の所有馬で制したこととなった。その後はシリウスステークスやみやこステークスへの出走を視野に入れていたが、喉の炎症による休養が長引き、レースには出走せず2019年のシーズンを終える。

### 4歳（2020年）
2020年は初戦のポルックスSでスワーヴアラミスの2着に入る。しかしアルデバランステークスは10着と惨敗。次走の総武ステークスでは再び2着と盛り返したが、平安ステークスでは12着、別定58kgで挑んだアハルテケステークスは10着とともに惨敗する。続くBSN賞は勝ち馬から0.1秒差の3着に入る。次走、ラジオ日本賞は5着に敗れるがブラジルカップを道中最後方から直線半ばで外に出すと上がり最速の末脚でグレートタイムに2馬身差をつけ快勝。約1年2か月ぶりの勝利となった。

### 5歳（2021年）
2021年初戦、東海ステークスは最後方から仕掛けるも6着に敗れた。続く総武ステークスは後方から追い込み3着に入る。次走、マーチステークスは5着、ブリリアントステークスは8着に敗れたが、続くスレイプニルステークスは道中最後方に構えると直線で外から一気に各馬を差し切り、2着バンクオブクラウズに3/4馬身差をつけ優勝、5勝目を飾った。その後は休養に入り、3か月半ぶりとなったシリウスステークスは10着に沈んだ。前年優勝したブラジルカップは後方2番手から追い込んだが4着に敗れると、年末のベテルギウスステークスでは9着に終わる。

### 6歳（2022年）
6歳初戦として東海ステークスに出走したが、14着に敗れた。続いて2歳以来の芝のレースとなる日経賞に出走し、5着に入賞した。その次走も芝の天皇賞（春）となったが、15着に惨敗した。以降芝の重賞へ路線を変更し、7月17日、デビュー以来初めての北海道でのレースとなる函館記念に出走。前日から降り続いた雨によって重馬場でレースが施行される中、中団前方インコースのポジショニングから3コーナーで外目に持ち出し、最後の直線入口で先頭に立つとそのまま3/4馬身差をつけて優勝し、芝での重賞初勝利を挙げた。3歳時のレパードステークス以来となる重賞2勝目で、芝・ダート両方の重賞制覇となった。その後、8月21日の札幌記念では10着に沈むと、年末の中日新聞杯でも5着に終わる。

### 7歳（2023年）
前年から引き続き芝の重賞路線に出走し、入着はするもののすべて着外であったが、12月9日の中日新聞杯では13番人気ながら上がり3F33秒9という最速の上がりで3/4馬身差の2着と健闘した。

### 8歳（2024年）
シーズン初戦の金鯱賞では4着と掲示板に載るも、続く大阪杯と函館記念では共に12着と大敗。2024年に中央競馬ピーアール・センター企画で実施された「アイドルホースオーディション2024」において、現役馬部門で2位に入り、ぬいぐるみ化が決定。9月1日のタイランドカップでは3着と好走すると、11月3日のアルゼンチン共和国杯ではトップハンデとなる58.5キロを背負いながらも、直線最後方からの大外一気を決め約2年4か月ぶりの勝利を重賞3勝目で飾る。斤量58.5キロでの勝利は1988年のレジェンドテイオー以来36年ぶり、8歳馬による勝利は1985年のイナノラバージョン以来、いずれも2頭目。更には、勝ちタイム2分29秒0は当レースが芝2500mで固定、施行されて以来最速でもある。12月22日、史上初めて白毛馬として有馬記念に出走するがしんがりの15着であった。

### 9歳（2025年）

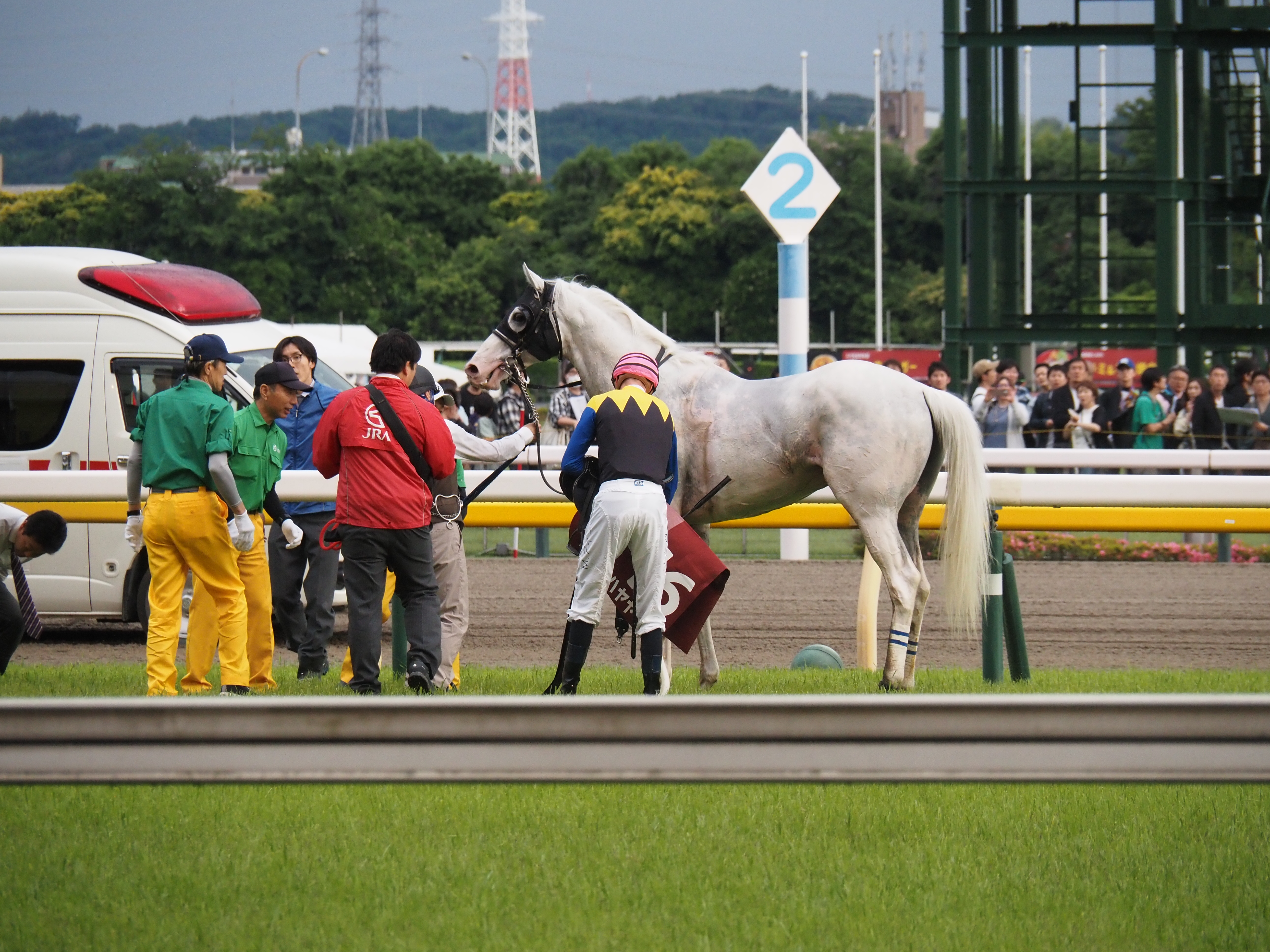
目黒記念で競走を中止し、ハヤヤッコから鞍を外すマイケル・ディー

2025年初戦は3月の日経賞に出走したが10着に敗れる。続いて6月1日、目黒記念に出走するが4コーナーで大きく外へ膨らみ、そのまま直線でスピードを落として競走を中止した。レース後にJRAから右前浅屈腱不全断裂を発症したと発表された。後日、管理する国枝が「包帯で処置してもう少し落ち着いたら診療所で見てもらうつもり。普通に寝起きできています」と説明した上で「年齢を考えても、やはりそういうことになると思います」と述べて、現役引退の意向を明らかにした。自厩舎で患部の経過を観察している状況だったが、6月6日、国枝により正式に現役を引退することが発表された。6月10日に退厩した後、福島県のノーザンファーム天栄に移動した。そして、繋養先は北海道苫小牧市にあるノーザンホースパークに決まったことが、6月19日に国枝調教師から明らかにされるとともに、同日付けでJRAの競走馬登録を抹消された。

## 競走成績
以下の内容は、JBISサーチおよびnetkeiba.comに基づく。
| 競走日     | 競馬場 | 競走名        | 格      | 距離（馬場）  | 頭 数 | 枠 番 | 馬 番 | オッズ （人気） | 着順 | タイム （上がり3F） | 着差 | 騎手                | 斤量 [kg] | 1着馬（2着馬）         | 馬体重 [kg] |
| ---------- | ------ | ------------- | ------- | ------------- | ----- | ----- | ----- | --------------- | ---- | ------------------- | ---- | ------------------- | --------- | ---------------------- | ----------- |
| 2018.06.24 | 東京   | 2歳新馬       |         | 芝1800m（重） | 14    | 8     | 14    | 006.60（3人）   | 03着 | R1:50.8（34.7）     | -0.3 | 0三浦皇成           | 54        | アンブロークン         | 444         |
| 0000.08.05 | 新潟   | 2歳未勝利     |         | 芝1800m（良） | 10    | 8     | 10    | 001.70（1人）   | 01着 | R1:49.4（34.2）     | -0.6 | 0C.ルメール         | 54        | （アトミックフォース） | 452         |
| 0000.10.20 | 東京   | アイビーS     | OP      | 芝1800m（良） | 10    | 6     | 6     | 007.70（4人）   | 08着 | R1:49.5（33.1）     | -0.9 | 0C.ルメール         | 55        | クロノジェネシス       | 456         |
| 0000.11.17 | 京都   | もちの木賞    | 500万下 | ダ1800m（良） | 10    | 7     | 8     | 006.20（3人）   | 04着 | R1:53.0（37.8）     | -0.8 | 0浜中俊             | 55        | ノーヴァレンダ         | 460         |
| 2019.01.26 | 東京   | 3歳500万下    |         | ダ1600m（良） | 14    | 3     | 4     | 004.60（2人）   | 02着 | R1:39.4（36.9）     | -0.0 | 0O.マーフィー       | 56        | リープリングスター     | 466         |
| 0000.03.03 | 中山   | 3歳500万下    |         | ダ1800m（稍） | 10    | 7     | 8     | 004.70（3人）   | 02着 | R1:54.5（37.9）     | -0.2 | 0武豊               | 56        | マドラスチェック       | 470         |
| 0000.03.23 | 中山   | 3歳500万下    |         | ダ1800m（良） | 16    | 8     | 15    | 003.00（2人）   | 01着 | R1:54.3（38.2）     | -0.6 | 0武豊               | 56        | （ゴルドマイスター）   | 468         |
| 0000.05.12 | 東京   | 青竜S         | OP      | ダ1600m（良） | 12    | 3     | 3     | 018.90（6人）   | 08着 | R1:37.6（36.1）     | -1.0 | 0武豊               | 56        | デュープロセス         | 464         |
| 0000.08.04 | 新潟   | レパードS     | GIII    | ダ1800m（良） | 15    | 4     | 6     | 024.0（10人）   | 01着 | R1:51.3（37.8）     | -0.0 | 0田辺裕信           | 56        | （デルマルーヴル）     | 466         |
| 2020.01.12 | 中山   | ポルックスS   | OP      | ダ1800m（良） | 15    | 3     | 4     | 005.20（3人）   | 02着 | R1:53.4（37.3）     | -0.7 | 0O.マーフィー       | 56        | スワーヴアラミス       | 482         |
| 0000.02.08 | 京都   | アルデバランS | OP      | ダ1900m（良） | 16    | 6     | 11    | 006.90（3人）   | 10着 | R1:59.4（37.7）     | -2.1 | 0川田将雅           | 56        | ロードレガリス         | 482         |
| 0000.03.08 | 中山   | 総武S         | OP      | ダ1800m（重） | 16    | 6     | 11    | 006.40（3人）   | 02着 | R1:53.1（36.9）     | -0.2 | 0L.ヒューイットソン | 57        | メイショウワザシ       | 480         |
| 0000.05.23 | 京都   | 平安S         | GIII    | ダ1900m（良） | 14    | 3     | 4     | 076.0（11人）   | 12着 | R1:57.8（36.9）     | -1.8 | 0斎藤新             | 57        | オメガパフューム       | 474         |
| 0000.06.27 | 東京   | アハルテケS   | OP      | ダ1600m（稍） | 13    | 4     | 5     | 016.20（8人）   | 10着 | R1:37.2（36.2）     | -1.1 | 0田辺裕信           | 58        | アシャカトブ           | 468         |
| 0000.08.29 | 新潟   | BSN賞         | L       | ダ1800m（良） | 10    | 2     | 2     | 007.70（3人）   | 03着 | R1:50.6（36.0）     | -0.1 | 0田辺裕信           | 56        | ロードブレス           | 472         |
| 0000.09.19 | 中山   | ラジオ日本賞  | OP      | ダ1800m（良） | 16    | 8     | 16    | 005.00（2人）   | 05着 | R1:52.5（38.2）     | -0.9 | 0内田博幸           | 57        | レピアーウィット       | 472         |
| 0000.10.25 | 東京   | ブラジルC     | L       | ダ2100m（良） | 11    | 1     | 1     | 006.00（2人）   | 01着 | R2:08.8（36.6）     | -0.4 | 0田辺裕信           | 56        | （グレートタイム）     | 474         |
| 2021.01.24 | 中京   | 東海S         | GII     | ダ1800m（不） | 15    | 6     | 10    | 008.20（3人）   | 06着 | R1:49.9（36.9）     | -0.7 | 0田辺裕信           | 56        | オーヴェルニュ         | 488         |
| 0000.03.07 | 中山   | 総武S         | OP      | ダ1800m（良） | 16    | 8     | 15    | 005.90（3人）   | 03着 | R1:53.7（37.3）     | -0.2 | 0田辺裕信           | 58        | ナムラカメタロー       | 486         |
| 0000.03.28 | 中山   | マーチS       | GIII    | ダ1800m（稍） | 16    | 4     | 8     | 013.50（4人）   | 05着 | R1:51.8（37.7）     | -0.8 | 0三浦皇成           | 57        | レピアーウィット       | 480         |
| 0000.05.09 | 東京   | ブリリアントS | L       | ダ2100m（良） | 16    | 3     | 6     | 004.30（2人）   | 08着 | R2:11.0（36.9）     | -1.4 | 0田辺裕信           | 57        | ヒロイックテイル       | 480         |
| 0000.06.19 | 東京   | スレイプニルS | OP      | ダ2100m（重） | 16    | 5     | 9     | 009.70（5人）   | 01着 | R2:08.0（35.6）     | -0.1 | 0田辺裕信           | 58        | （バンクオブクラウズ） | 482         |
| 0000.10.02 | 中京   | シリウスS     | GIII    | ダ1900m（良） | 16    | 5     | 10    | 010.70（6人）   | 10着 | R1:59.1（38.8）     | -1.7 | 0田辺裕信           | 57.5      | サンライズホープ       | 488         |
| 0000.10.24 | 東京   | ブラジルC     | L       | ダ2100m（良） | 16    | 8     | 16    | 006.30（3人）   | 04着 | R2:09.8（36.1）     | -0.4 | 0内田博幸           | 57.5      | グレートタイム         | 484         |
| 0000.12.28 | 阪神   | ベテルギウスS | L       | ダ1800m（良） | 16    | 5     | 9     | 016.10（9人）   | 09着 | R1:53.1（37.0）     | -1.4 | 0坂井瑠星           | 59        | アイオライト           | 494         |
| 2022.01.23 | 中京   | 東海S         | GII     | ダ1800m（良） | 16    | 4     | 7     | 030.60（9人）   | 14着 | R1:53.8（38.7）     | -2.1 | 0池添謙一           | 56        | スワーヴアラミス       | 498         |
| 0000.03.26 | 中山   | 日経賞        | GII     | 芝2500m（稍） | 15    | 2     | 2     | 103.6（13人）   | 05着 | R2:35.8（34.6）     | -0.4 | 0大野拓弥           | 56        | タイトルホルダー       | 484         |
| 0000.05.01 | 阪神   | 天皇賞（春）  | GI      | 芝3200m（稍） | 18    | 6     | 12    | 058.1（11人）   | 15着 | R3:21.1（39.6）     | -4.9 | 0武豊               | 58        | タイトルホルダー       | 476         |
| 0000.07.17 | 函館   | 函館記念      | GIII    | 芝2000m（重） | 16    | 1     | 1     | 018.80（7人）   | 01着 | R2:03.6（37.8）     | -0.2 | 0浜中俊             | 57        | （マイネルウィルトス） | 480         |
| 0000.08.21 | 札幌   | 札幌記念      | GII     | 芝2000m（良） | 16    | 4     | 7     | 029.10（8人）   | 10着 | R2:02.4（36.6）     | -1.2 | 0池添謙一           | 57        | ジャックドール         | 474         |
| 0000.12.10 | 中京   | 中日新聞杯    | GIII    | 芝2000m（良） | 18    | 2     | 3     | 048.9（12人）   | 05着 | R1:59.5（34.3）     | -0.1 | 0浜中俊             | 57.5      | キラーアビリティ       | 488         |
| 2023.01.15 | 中京   | 日経新春杯    | GII     | 芝2200m（稍） | 14    | 3     | 4     | 023.10（7人）   | 06着 | R2:14.7（35.3）     | -0.5 | 0吉田隼人           | 58.5      | ヴェルトライゼンデ     | 490         |
| 0000.03.12 | 中京   | 金鯱賞        | GII     | 芝2000m（良） | 12    | 3     | 3     | 041.90（8人）   | 04着 | R2:00.3（34.3）     | -0.5 | 0幸英明             | 57        | プログノーシス         | 484         |
| 0000.05.07 | 新潟   | 新潟大賞典    | GIII    | 芝2000m（不） | 16    | 8     | 16    | 006.60（3人）   | 06着 | 02:05.9（37.5）     | -2.1 | 0丸山元気           | 58.5      | カラテ                 | 484         |
| 0000.07.16 | 函館   | 函館記念      | GIII    | 芝2000m（稍） | 16    | 2     | 3     | 015.20（7人）   | 05着 | R2:01.8（36.0）     | -0.4 | 0浜中俊             | 58.5      | ローシャムパーク       | 486         |
| 0000.09.24 | 中山   | オールカマー  | GII     | 芝2200m（良） | 15    | 7     | 12    | 114.7（12人）   | 10着 | R2:12.9（36.3）     | -0.9 | 0浜中俊             | 57        | ローシャムパーク       | 484         |
| 0000.12.09 | 中京   | 中日新聞杯    | GIII    | 芝2000m（良） | 17    | 6     | 11    | 035.0（13人）   | 02着 | R1:58.9（33.9）     | -0.1 | 0幸英明             | 58.5      | ヤマニンサルバム       | 484         |
| 2024.03.10 | 中京   | 金鯱賞        | GII     | 芝2000m（良） | 13    | 8     | 12    | 043.70（8人）   | 04着 | R1:58.7（35.0）     | -1.1 | 0幸英明             | 57        | プログノーシス         | 490         |
| 0000.03.31 | 阪神   | 大阪杯        | GI      | 芝2000m（良） | 16    | 2     | 4     | 139.5（15人）   | 12着 | R1:59.0（34.6）     | -0.8 | 0幸英明             | 58        | ベラジオオペラ         | 482         |
| 0000.07.14 | 函館   | 函館記念      | GIII    | 芝2000m（良） | 16    | 7     | 14    | 028.9（12人）   | 12着 | R2:00.6（35.5）     | -1.4 | 0浜中俊             | 58.5      | ホウオウビスケッツ     | 484         |
| 0000.09.01 | 札幌   | タイランドC   | OP      | 芝2600m（稍） | 14    | 7     | 11    | 011.40（5人）   | 03着 | R2:42.3（37.9）     | -0.8 | 0北村友一           | 58.5      | ショウナンバシット     | 482         |
| 0000.11.03 | 東京   | AR共和国杯    | GII     | 芝2500m（良） | 16    | 2     | 3     | 035.3（10人）   | 01着 | R2:29.0（34.6）     | -0.1 | 0吉田豊             | 58.5      | （クロミナンス）       | 480         |
| 0000.12.22 | 中山   | 有馬記念      | GI      | 芝2500m（良） | 15    | 8     | 15    | 057.1（13人）   | 15着 | R2:33.7（37.1）     | -1.9 | 0吉田豊             | 58        | レガレイラ             | 492         |
| 2025.03.29 | 中山   | 日経賞        | GII     | 芝2500m（稍） | 15    | 5     | 9     | 024.30（7人）   | 10着 | R2:36.5（36.6）     | -0.4 | 0吉田豊             | 58        | マイネルエンペラー     | 482         |
| 0000.06.01 | 東京   | 目黒記念      | GII     | 芝2500m（良） | 18    | 8     | 16    | 018.10（7人）   |      | 競走中止            |      | 0M.ディー           | 59        | アドマイヤテラ         | 486         |

## 血統表
| ハヤヤッコの血統              | ハヤヤッコの血統                 | ハヤヤッコの血統                 | （血統表の出典）                 | （血統表の出典）  |
| 父系                          | ミスタープロスペクター系         | ミスタープロスペクター系         | ミスタープロスペクター系         | [ § 2 ]           |
| 父 キングカメハメハ 2001 鹿毛 | 父の父Kingmambo 1990 鹿毛        | Mr. Prospector                   | Raise a Native                   | Raise a Native    |
| 父 キングカメハメハ 2001 鹿毛 | 父の父Kingmambo 1990 鹿毛        | Mr. Prospector                   | Gold Digger                      |                   |
| 父 キングカメハメハ 2001 鹿毛 | 父の父Kingmambo 1990 鹿毛        | Miesque                          | Nureyev                          | Nureyev           |
| 父 キングカメハメハ 2001 鹿毛 | 父の父Kingmambo 1990 鹿毛        | Miesque                          | Pasadoble                        |                   |
| 父 キングカメハメハ 2001 鹿毛 | 父の母*マンファス 1991 黒鹿毛    | *ラストタイクーン                | *トライマイベスト                | *トライマイベスト |
| 父 キングカメハメハ 2001 鹿毛 | 父の母*マンファス 1991 黒鹿毛    | *ラストタイクーン                | Mill Princess                    |                   |
| 父 キングカメハメハ 2001 鹿毛 | 父の母*マンファス 1991 黒鹿毛    | Pilot Bird                       | Blakeney                         | Blakeney          |
| 父 キングカメハメハ 2001 鹿毛 | 父の母*マンファス 1991 黒鹿毛    | Pilot Bird                       | The Dancer                       |                   |
| 母 マシュマロ 2009 白毛       | 母の父*クロフネ 1998 芦毛        | *フレンチデピュティ              | Deputy Minister                  | Deputy Minister   |
| 母 マシュマロ 2009 白毛       | 母の父*クロフネ 1998 芦毛        | *フレンチデピュティ              | Mitterand                        |                   |
| 母 マシュマロ 2009 白毛       | 母の父*クロフネ 1998 芦毛        | *ブルーアヴェニュー              | Classic Go Go                    | Classic Go Go     |
| 母 マシュマロ 2009 白毛       | 母の父*クロフネ 1998 芦毛        | *ブルーアヴェニュー              | Eliza Blue                       |                   |
| 母 マシュマロ 2009 白毛       | 母の母シラユキヒメ 1996 白毛     | *サンデーサイレンス              | Halo                             | Halo              |
| 母 マシュマロ 2009 白毛       | 母の母シラユキヒメ 1996 白毛     | *サンデーサイレンス              | Wishing Well                     |                   |
| 母 マシュマロ 2009 白毛       | 母の母シラユキヒメ 1996 白毛     | *ウェイブウインド                | Topsider                         | Topsider          |
| 母 マシュマロ 2009 白毛       | 母の母シラユキヒメ 1996 白毛     | *ウェイブウインド                | Storm and Sunshine               |                   |
| 母系(F-No.)                   | ウェイブウインド(USA)系(FN:2-w)  | ウェイブウインド(USA)系(FN:2-w)  | ウェイブウインド(USA)系(FN:2-w)  | [ § 3 ]           |
| 5代内の近親交配               | Northern Dancer S5×S5×M5 = 9.38% | Northern Dancer S5×S5×M5 = 9.38% | Northern Dancer S5×S5×M5 = 9.38% | [ § 4 ]           |
| 出典                          | 1. 2. 3. 4.                      | 1. 2. 3. 4.                      | 1. 2. 3. 4.                      | 1. 2. 3. 4.       |

- シラユキヒメに始まる白毛一族の一頭である。近親に一族のユキチャン（2008年関東オークスなど重賞3勝）、ソダシ（2020年阪神JF、2021年桜花賞、2022年ヴィクトリアマイルなど重賞6勝）、メイケイエール（2021年チューリップ賞など重賞6勝）、ママコチャ（2023年スプリンターズステークスなど重賞2勝）、アマンテビアンコ（2024年羽田盃）がいる。